# Giacomo Zampa
Giacomo Zampa (Forlì, marzo 1731 – Tossignano, marzo 1808) è stato un pittore italiano.

## Biografia

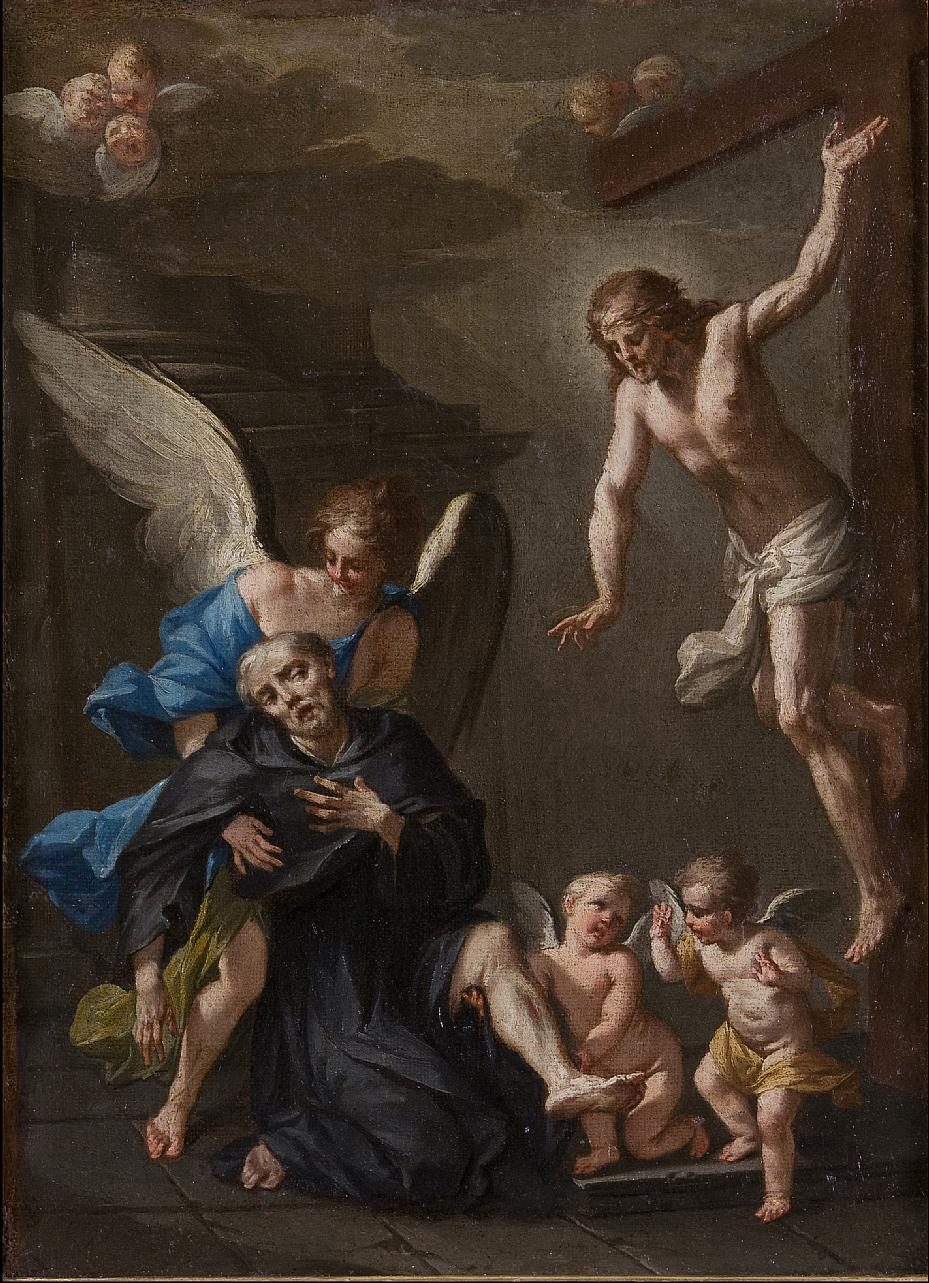
Giacomo Zampa, San Pellegrino Laziosi

Dopo un breve periodo di apprendistato forlivese presso Paolo Cignani, si è formato principalmente a Bologna come allievo di Vittorio Bigari o di Ercole Graziani. Tornato successivamente in Romagna, dove condusse il resto della sua esistenza, vi volse una intensa attività artistica, estesa da Forlì sino a Faenza, Imola e Lugo.
A Forlì, dove lavorò anche alla decorazione interna del palazzo Merlini, sue opere si conservano nell'abbazia di San Mercuriale, nella chiesa della Santissima Trinità, presso la Pinacoteca comunale, al Palazzo vescovile oltre che nella collezione della Cassa dei risparmio di Forlì.

## Opere pittoriche
Gli sono attribuite le seguenti opere:
- San Mercuriale, olio su tela (228 x 173 cm), abbazia di San Mercuriale a Forlì
- Gesù sulla Croce, olio su tela (136 x 98 cm), Palazzo vescovile di Forlì
- San Procolo, olio su tela (44 x 34 cm), Pinacoteca comunale di Faenza
- Santi Eustachio, Rocco e Sebastiano, olio su tela (202 x 140 cm), chiesa di Sant'Eustachio a Mordano
- La Fede, olio su tela (135 x 78 cm), Chiesa di Sant'Antonio Abate in Ravaldino, Forlì
- Vergine addolorata, olio su tela (138 x 95 cm), chiesa Santissima Trinità a Forlì
- La Maddalena penitente, olio su tela (50 x 38 cm), collezione privata
- La presentazione dell'anima a Dio, olio su tela (95 x 141 cm), collezione privata
- Tobiolo e l'angelo, olio su tela (92 x 118 cm), collezione della Cassa dei risparmi di Forlì
- Angelo custode, olio su tela (92 x 118 cm), collezione della Cassa dei risparmi di Forlì
- San Giuseppe, olio su tela (58 x 45), collezione della Cassa dei risparmi di Forlì
- San Vincenzo Ferrari guarisce lo sciancato, olio su tela (58 x 33), collezione privata
- Buon pastore, olio su tela (62 x 77 cm), abbazia di San Mercuriale a Forlì
- Allegoria della Giustizia, affresco, volta dello scalone di palazzo Alessandretti, Imola
- Gloria di San Giuseppe  o San Giuseppe in gloria, affresco, volta della Chiesa di San Giuseppe dei Falegnami a Forlì
- Il beato Giovanni Tavelli in preghiera davanti alla Vergine Assunta, Chiesa di San Girolamo, Ferrara